# Juan Antonio Pizzi
Juan Antonio Pizzi Torroja (Santa Fe, 1968. június 7. –) argentin születésű spanyol válogatott labdarúgó, edző.

## Pályafutása

### Klubcsapatban
A Rosario Central csapatában nevelkedett, majd itt lett profi játékos. 1990-ben egy szezonra a mexikói Toluca csapatában szerepelt, ahol 30 bajnoki mérkőzésen 12 gólt szerzett. Ezt követően két szezont töltött a spanyol CD Tenerife csapatába és 30 bajnoki gólt szerzett. Teljesítményére a Valencia is felfigyelt és szerződtette. Itt nem nyújtott megfelelő teljesítményt ezért a szezon végén visszatért a Tenerifébe. Az 1995–1996-os szezonban 31 bajnoki találattal gólkirályi címet szerzett az élvonalban. 1996-ban a szintén spanyol FC Barcelona szerződtette, ahol több trófeát is nyert a klubbal. Többek között kupagyőztesek Európa-kupáját és bajnokságot. 1998-ban visszatért Argentínába és a River Plate játékosa lett, majd egy szezont követően nevelő klubjába tért vissza. 2000 és 2002 között megfordult a portugál FC Porto, az argentin Rosario Central és a spanyol Villarreal klubjaiban.

### A válogatottban
A felnőtt válogatott tagjaként az 1996-os labdarúgó-Európa-bajnokságon és az 1998-as labdarúgó-világbajnokságon vett részt.

### Menedzserként
2005-ben a Colón edzője lett, majd 2006ban a perui 	Universidad San Martín csapatánál tevékenykedett rövid ideig. 2009 és 2011 között a chilei Santiago Morning és Católica csapataiban volt edző. A Católica csapatával chilei bajnok lett. Argentínában a Rosario Central és aSan Lorenzo együtteseinél volt. Utóbbi klubbal 2013-ban argentin bajnokságot nyert.
2013-ban 20 évvel később visszatért a Valencia együtteséhez, de már edzőként. Eredmények hiányában 2014-ben menesztették és a helyére Nuno Espírito Santo érkezett. Ezt követően 50 tétmérkőzés erejéig a mexikói Club León kispadját foglalta el. 2016-ban a chilei válogatott szövetségi kapitánya lett és a 2016-os Copa Américát megnyerte a válogatott élén.

## Sikerei, díjai

### Játékosként
- Barcelona
  - Kupagyőztesek Európa-kupája: 1996–97
  - UEFA-szuperkupa: 1997
  - Spanyol bajnok: 1997–98
  - Spanyol kupa: 1996–97, 1997–98
  - Spanyol szuperkupa: 1996

### Menedzserként

#### Klub
- Universidad Católica
  - Chilei bajnok: 2010
- San Lorenzo
  - Argentin bajnok: 2013 Inicial

#### Válogatott
- Chile
  - Copa América: 2016

### Egyéni
- Spanyol gólkirály: 1995–96

## Edzői Statisztika
Legutóbb 2018. november 20-án lett frissítve.
| Colón Santa Fe         | Argentína      | 2005. február 5.   | 2005. február 25.  | 3   | 0   | 0  | 3   | 0.00  |
| Universidad San Martín | Peru           | 2006. április 18.  | 2006. november 27. | 33  | 13  | 8  | 12  | 39,39 |
| Santiago Morning       | Chile          | 2009. július 1.    | 2010. június 24.   | 39  | 13  | 8  | 18  | 33,33 |
| Universidad Católica   | Chile          | 2010. július 8.    | 2011 június 30.    | 53  | 35  | 10 | 8   | 66,04 |
| Rosario Central        | Argentína      | 2011. július 1.    | 2012. július 5.    | 44  | 22  | 13 | 9   | 50,00 |
| San Lorenzo            | Argentína      | 2012. október 9.   | 2013. december 26. | 49  | 21  | 19 | 9   | 42,86 |
| Valencia               | Spanyolország  | 2013. december 26. | 2014. július 2.    | 31  | 12  | 10 | 9   | 38,71 |
| León                   | Mexikó         | 2014. december 4.  | 2016. január 29.   | 50  | 25  | 6  | 19  | 50,00 |
| Chile                  | Chile          | 2016. január 29.   | 2017. október 10.  | 29  | 11  | 6  | 12  | 37,93 |
| Szaúd-Arábia           | Szaúd-Arábia   | 2017. november 28. | jelenlegi          | 17  | 5   | 4  | 8   | 29,41 |
| Teljes karrier         | Teljes karrier | Teljes karrier     | Teljes karrier     | 348 | 157 | 84 | 107 | 45,11 |